# Рудолф I фон Баден
Рудолф I фон Баден (на немски: Rudolf I von Baden; * 1230, † 19 ноември 1288) е маркграф на Баден от 1243 до 1288 г.

## Живот
Той е вторият син на маркграф Херман V († 1243) и съпругата му пфалцграфиня Ирменгард фон Брауншвайг при Рейн († 1260) от род Велфи, дъщеря на пфалцграф Хайнрих V († 1227).
Рудолф управлява Маркграфство Баден първо от 1243 до 1247 г. заедно с по-големия си брат Херман VI, който през 1247 г. чрез женитба отива в Херцогство Австрия и го оставя да управлява сам. Брат му умира през 1250 г., а племенникът му Фридрих, роден през 1249 г., е екзекутиран в Неапол през 1268 г. Така Рудолф управлява сам от 1268 до 1288 г.
Рудолф I се жени на 20 май 1257 г. за Кунигунда фон Еберщайн (* 1230, † 12 април 1284/1290), дъщеря на граф Ото фон Еберщайн († 1278). Понеже нейната фамилия няма пари той получава половината от замък Стар-Еберщайн. През 1283 г. той купува и другата половина от зет си Ото II фон Еберщайн.
През 1250 г. Рудолф I започва с престрояването на дворец Хоенбаден. Той помага на църквите и манастирите.
Погребан е в манастир Лихтентал.

## Деца
Рудолф I и Кунигунда фон Еберщайн имат децата:
- Херман VII (* 1266, † 12 юли 1291), маркграф на Баден
- Рудолф II († 14 февруари 1295)
- Хесо (* ок. 1268, † 14 февруари 1295)
- Рудолф III († 2 февруари 1332)
- Кунигунда (* ок. 1265, † 22 юли 1310), ∞ пр. 20 декември 1281 за граф Фридрих VI фон Цолерн († 1298)
- Аделхайд († 18 август 1295), абатиса в манастир Лихтентал
- Кунигунда II († 1310/1315), ∞ 27 март 1293 за граф Рудолф II фон Вертхайм
- Ирменгард (* 1270, † 8 февруари 1320), ∞ 21 юни 1296 за граф Еберхард I фон Вюртемберг (1265 – 1325)